# Ministère de l'Enseignement supérieur (Québec)
Le ministère de l’Enseignement supérieur est un ministère du gouvernement du Québec chargé de l'enseignement postsecondaire, principalement prodigué par les cégeps et les universités, et de la recherche sur le territoire québécois. L'existence du ministère est discontinue, il est établi pour la première fois de 1984 à 1994, la deuxième fois de 2012 à 2015 et est finalement rétabli en 2020.

## Historique

### Première incarnation (1984-1994)

#### MESST (1984-1985)
Le ministère de l'Enseignement supérieur, de la Science et de la Technologie (MESST) a initialement été créé le 20 décembre 1984 sous le gouvernement Lévesque par une fusion de deux entités:
- Le secteur de l'enseignement supérieur du ministère de l'Éducation[note 1];
- Le ministère de la Science et de la Technologie créé en août 1983.

Seul le secteur de l'enseignement collégial privé reste au ministère de l'Éducation lors de l'année 1984-1985. La loi constitutive du ministère entre en vigueur le 15 juillet 1985 et le ministère est doté de 22,5 millions de crédits pour l'année 1984-1985 ainsi que 505 employés dont 393 permanents.
Le nouveau ministère récupère la gestion des cégeps publics, de l'enseignement universitaire, du régime des prêts et bourses ainsi que la régulation des professions réglementées. Il récupère également la responsabilité de plusieurs organismes publics:
- L'Agence québécoise de valorisation industrielle de la recherche ;
- Le Centre québécois pour l'informatisation de la production ;
- Le Conseil de la science et de la technologie ;
- Le Conseil des collèges ;
- Le Conseil des universités ;
- La Fondation pour le développement de la science et de la technologie ;
- Le Fonds pour la formation de chercheurs et l'aide à la recherche ;
- L'Office des professions ;
- La Société de la Maison des sciences et des techniques ;
- L'Université du Québec.

#### MES (1985-1993)
Le ministère devient ministère de l'Enseignement supérieur (MES) à l'arrivée au pouvoir du gouvernement Bourassa en 1985 alors que certaines de ses attributions (notamment dans le domaine de la recherche) sont transférées au ministère du Commerce extérieur et du Développement technologique. L'application du Code des professions du Québec est attribué au ministre de l'Enseignement supérieur par décret. La loi constitutive du ministère est amendée en 1988 pour refléter le titre utilisé en pratique depuis 1985.
Le ministère de l'Enseignement supérieur disparaît une première fois le 2 décembre 1993 par fusion avec le ministère de l'Éducation pour former le ministère de l'Éducation et de la Science.

### Deuxième incarnation (2012-2015)

#### MESRST (2012-2014)
Le gouvernement Marois recrée un ministère distinct par décret et nomme Pierre Duchesne ministre de l'Enseignement Supérieur, de la Recherche, de la Science et de la Technologie (MESRST), avec un titre distinct du ministre de l'Éducation. Il récupère les compétences suivantes:
- La gestion de l'enseignement supérieur (depuis le ministère de l'Éducation, du Loisir et du Sport)
- La responsabilité de la recherche, de l'innovation, de la science et de la technologie (depuis le ministère du Développement économique, de l'Innovation et de l'Exportation)

La loi constitutive du ministère de l'Enseignement Supérieur, de la Recherche, de la Science et de la Technologie (MESRST) est finalement sanctionnée le 6 décembre 2013.

#### MESRS (2014-2015)
Le ministère est renommé ministère de l’Enseignement supérieur, de la Recherche et de la Science (MESRS) à l'arrivée au pouvoir du gouvernement Couillard.
Le ministère disparaît le 27 février 2015 par fusion avec le ministère de l'Éducation, du Loisir et du Sport pour former le ministère de l'Éducation et de l'Enseignement supérieur par le décret 142-2015. La loi constitutive du ministère de 2013 est inchangée lors des 41e et 42e législatures.

### Troisième incarnation (depuis 2020)
Le 22 juin 2020, à mi-mandat, le gouvernement Legault reconstitue à nouveau le ministère et le poste de ministre de l'Enseignement supérieur, qu'il confie à Danielle McCann par le décret 654-2020.

## Mission
Le ministère de l’Enseignement supérieur élabore et propose au gouvernement des politiques relatives aux domaines de l'enseignement collégial, de l'enseignement universitaire et de la recherche, ainsi que de l’aide financière aux études.
Il vise par ses politiques et ses actions à :
- promouvoir l’enseignement supérieur, la recherche et la science ;
- contribuer, par la promotion, au développement et au soutien de ces domaines ;
- encourager l'accroissement du niveau de scolarité de la population québécoise ;
- favoriser l'accès aux formes les plus élevées du savoir à toute personne qui en a la volonté.

## Les établissements d'enseignement supérieur

### Cégeps
Les cégeps constituent la première étape de l’enseignement supérieur québécois. Créé en 1967, le réseau collégial public compte 48 cégeps :
1. Cégep de l'Abitibi-Témiscamingue
2. Cégep de La Pocatière
3. Cégep de Matane
4. Cégep de Rimouski
5. Cégep de Rivière-du-Loup
6. Cégep Garneau
7. Cégep Limoilou
8. Cégep de Sainte-Foy
9. Cégep de Drummondville
10. Cégep de Victoriaville
11. Cégep Beauce-Appalaches
12. Cégep de Lévis
13. Cégep de Thetford
14. Cégep de Baie-Comeau
15. Cégep de Sept-Îles
16. Collège régional Champlain
  - Collège régional Champlain de Lennoxville (en)
  - Collège régional Champlain de Saint-Lambert
  - Collège régional Champlain St. Lawrence
17. Cégep de Sherbrooke
18. Cégep de la Gaspésie et des Îles
19. Cégep régional de Lanaudière
  - Cégep régional de Lanaudière à Joliette
  - Cégep régional de Lanaudière à L'Assomption
  - Cégep régional de Lanaudière à Terrebonne
20. Collège Lionel-Groulx
21. Cégep de Saint-Jérôme
22. Collège Montmorency
23. Cégep de Shawinigan
24. Cégep de Trois-Rivières
25. Cégep Édouard-Montpetit
26. Cégep de Granby
27. Cégep de Saint-Hyacinthe
28. Cégep Saint-Jean-sur-Richelieu
29. Cégep de Sorel-Tracy
30. Cégep de Valleyfield
31. Collège Ahuntsic
32. Cégep André-Laurendeau
33. Collège de Bois-de-Boulogne
34. Collège Dawson
35. Cégep Gérald-Godin
36. Collège John Abbott
37. Collège de Maisonneuve
38. Cégep Marie-Victorin
39. Collège de Rosemont
40. Cégep de Saint-Laurent
41. Vanier College
42. Cégep du Vieux Montréal
43. Collège Héritage
44. Cégep de l'Outaouais
45. Collège d'Alma
46. Cégep de Chicoutimi
47. Cégep de Jonquière
48. Cégep de Saint-Félicien

Le réseau privé compte quant à lui 25 établissements collégiaux subventionnés :
1. Campus Notre-Dame-de-Foy
2. Collège André-Grasset
3. Collège Bart
4. Collège Centennale
5. Collège Ellis campus de Drummondville
6. Collège Ellis campus de Trois-Rivières
7. Collège international des Marcellines
8. Collège international Marie-de-France
9. Collège Jean-de-Brébeuf
10. Collège Laflèche
11. Collège LaSalle
12. Collège Marianopolis
13. Collège Mérici
14. Collège O'Sullivan de Montréal
15. Collège O'Sullivan de Québec
16. Collège Stanislas
17. Collège TAV
18. Collège international Sainte-Anne
19. Collège préuniversitaire Nouvelles Frontières
20. Conservatoire Lassalle
21. École de musique Vincent-d’Indy
22. École de sténographie judiciaire de Québec
23. École nationale de cirque
24. Institut Teccart
25. Séminaire de Sherbrooke

### Universités
Le réseau universitaire québécois comprend 18 universités, dont 10 appartiennent au réseau de l'Université du Québec, créé en 1968 lors de l’adoption de la Loi sur l’Université du Québec.

## Liste des ministres
| Titulaire Parti                                                                           | Titulaire Parti                                                                           | Début                                                                                     | Fin                                                                                       | Cabinet          |
| ----------------------------------------------------------------------------------------- | ----------------------------------------------------------------------------------------- | ----------------------------------------------------------------------------------------- | ----------------------------------------------------------------------------------------- | ---------------- |
| Ministre de l'Enseignement supérieur, de la Science et de la Technologie                  | Ministre de l'Enseignement supérieur, de la Science et de la Technologie                  | Ministre de l'Enseignement supérieur, de la Science et de la Technologie                  | Ministre de l'Enseignement supérieur, de la Science et de la Technologie                  | Lévesque         |
|                                                                                           | Yves Bérubé Parti québécois                                                               | 20 décembre 1984                                                                          | 16 octobre 1985                                                                           | Lévesque         |
| 3 octobre 1985                                                                            | Yves Bérubé Parti québécois                                                               | 16 octobre 1985                                                                           | P.M. Johnson                                                                              |                  |
|                                                                                           | Jean-Guy Rodrigue Parti québécois                                                         | 16 octobre 1985                                                                           | P.M. Johnson                                                                              | 12 décembre 1985 |
| Ministre de l'Enseignement supérieur et de la Science                                     | Ministre de l'Enseignement supérieur et de la Science                                     | Ministre de l'Enseignement supérieur et de la Science                                     | Ministre de l'Enseignement supérieur et de la Science                                     | Bourassa (2)     |
|                                                                                           | Claude Ryan Libéral                                                                       | 12 décembre 1985                                                                          | 5 octobre 1990                                                                            | Bourassa (2)     |
|                                                                                           | Lucienne Robillard Libéral                                                                | 5 octobre 1990                                                                            | 2 décembre 1993                                                                           | Bourassa (2)     |
| Ministre de l'Enseignement Supérieur, de la Recherche, de la Science et de la Technologie | Ministre de l'Enseignement Supérieur, de la Recherche, de la Science et de la Technologie | Ministre de l'Enseignement Supérieur, de la Recherche, de la Science et de la Technologie | Ministre de l'Enseignement Supérieur, de la Recherche, de la Science et de la Technologie | Marois           |
|                                                                                           | Pierre Duchesne Parti québécois                                                           | 19 septembre 2012                                                                         | 23 avril 2014                                                                             | Marois           |
|                                                                                           | Yves Bolduc Libéral                                                                       | 23 avril 2014                                                                             | 26 février 2015                                                                           | Couillard        |
| Ministre de l'Enseignement Supérieur                                                      | Ministre de l'Enseignement Supérieur                                                      | Ministre de l'Enseignement Supérieur                                                      | Ministre de l'Enseignement Supérieur                                                      | Legault          |
|                                                                                           | Danielle McCann, Coalition avenir                                                         | 22 juin 2020                                                                              | 20 octobre 2022                                                                           | Legault          |
|                                                                                           | Pascale Déry Coalition avenir                                                             | 20 octobre 2022                                                                           | En fonction                                                                               | Legault          |

### Ministres délégués et responsables
- Entre le 22 juin 2020 et le 20 octobre 2022, Danielle McCann est chargée de l'application des lois professionnelles[20],[21]. Cette responsabilité est transférée au secrétariat du Conseil du trésor après les élections générales de 2022.